# Johnny Eduardo
Johnny Eduardo (Rio de Janeiro, 3 agosto 1978) è un lottatore di arti marziali miste brasiliano attualmente sotto contratto con la Ultimate Fighting Championship, nella quale combatte nella divisione dei pesi gallo..

## Carriera nelle arti marziali miste

### Primi anni
Eduardo debuttò nelle arti marziali miste all'età di 18 anni, lottando esclusivamente in Brasile nei suoi primi due anni di attività, ottenendo un record di 11 vittorie e 3 sconfitte. A dicembre del 1999 affrontò Takanori Gomi in Giappone, in un evento di Vale Tudo, perdendo per sottomissione con una rear-naked choke. Mentre debuttò negli Stati Uniti nell'aprile del 2009, in uno dei primi eventi della Bellator.

### Ultimate Fighting Championship
Il 27 agosto del 2011 debuttò contro Raphael Assunção all'evento UFC 134, perdendo l'incontro per decisione unanime. A novembre avrebbe dovuto affrontare Michael McDonald, ma subì un infortunio e venne sostituito da Alex Soto. Ad UFC on Fuel TV: Korean Zombie vs. Poirier sconfigge Jeff Curran, ottenendo così la sua prima vittoria in UFC.
Il 16 marzo del 2013 doveva vedersela con Yves Jabouin ad UFC 158. Tuttavia, il 6 marzo, Eduardo fu costretto a rinunciare al match dopo aver subito un infortunio alla spalla, venendo quindi rimosso dalla card. A novembre saltò un altro incontro per infortunio, il suo avversario avrebbe dovuto essere Lucas Martins.
Dopo due anni passati al di fuori della gabbia, Eduardo tornò nella promozione il 10 maggio 2014, per affrontare Eddie Wineland all'evento UFC Fight Night: Brown vs. Silva. Nonostante fosse nettamente sfavorito, vinse sorprendentemente il match per KO al primo round. Con questa significativa vittoria ottenne il premio Performance of the Night.
A maggio del 2015 dopo un anno di assenza dalle competizioni per infortunio, Eduardo annunciò di aver effettuato un intervento per riparare uno strappo subito alla spalla sinistra.
Torna nell'ottagono a dicembre dello stesso anno, dove viene sconfitto da Aljamain Sterling con una ghigliottina al secondo round. Il 19 novembre del 2016 affronta Manvel Gamburyan. Dopo pochi secondi dall'inizio della seconda ripresa, Eduardo andò a segno con un diretto sinistro mandando il suo avversario al tappeto, successivamente chiuse il match per KO tecnico con il ground and pound.

## Titoli e riconoscimenti
- Ultimate Fighting Championship
  - Performance of the Night (una volta)

## Risultati nelle arti marziali miste
| Risultato | Record | Avversario                    | Metodo                               | Evento                                      | Data              | Round | Tempo | Luogo                         | Note#                          |
| --------- | ------ | ----------------------------- | ------------------------------------ | ------------------------------------------- | ----------------- | ----- | ----- | ----------------------------- | ------------------------------ |
| Sconfitto | 28-12  | Nathaniel Wood                | Sottomissione (D'Arce choke)         | UFC Fight Night: Rivera vs. Moraes          | 1 Giugno 2018     | 2     | 2:18  | New York, Stati Uniti         |                                |
| Sconfitto | 28-11  | Matthew Lopez                 | KO techinco (pugni)                  | UFC 212: Aldo vs. Holloway                  | 3 Giugno 2017     | 1     | 2:57  | Rio de Janeiro, Brasile       |                                |
| Vittoria  | 28-10  | Manvel Gamburyan              | KO Tecnico (pugni)                   | UFC Fight Night: Bader vs. Nogueira 2       | 19 novembre 2016  | 2     | 0:46  | San Paolo, Brasile            |                                |
| Sconfitto | 27-10  | Aljamain Streling             | Sottomissione (ghigliottina)         | UFC Fight Night: Namajunas vs. VanZant      | 10 dicembre 2015  | 2     | 4:18  | Las Vegas, Stati Uniti        |                                |
| Vittoria  | 27-9   | Eddie Wineland                | KO (pugni)                           | UFC Fight Night: Brown vs. Silva            | 10 maggio 2014    | 1     | 4:37  | Cincinnati, Stati Uniti       | Performance of the Night       |
| Vittoria  | 26-9   | Jeff Curran                   | Decisione (unanime)                  | UFC on Fuel TV: Korean Zombie vs. Poirier   | 15 maggio 2012    | 3     | 5:00  | Fairfax, Stati Uniti          |                                |
| Sconfitta | 25-9   | Raphael Assunção              | Decisione (unanime)                  | UFC 134: Silva vs. Okami                    | 27 agosto 2011    | 3     | 5:00  | Rio de Janeiro, Brasile       | Debutto in UFC                 |
| Vittoria  | 25-8   | Jose Wilson                   | Sottomissione (rear-naked choke)     | Shooto: Brazil 22                           | 1 aprile 2011     | 3     | 2:57  | Brasilia, Brasile             |                                |
| Vittoria  | 24-8   | Paulo Dantas                  | Decisione (unanime)                  | Shooto: Brazil 17                           | 6 agosto 2010     | 3     | 5:00  | Rio de Janeiro, Brasile       |                                |
| Vittoria  | 23-8   | Francisco Chagas              | KO Tecnico (infortunio alla gamba)   | Jungle Fight 16                             | 17 ottobre 2009   | 1     |       | Rio de Janeiro, Brasile       |                                |
| Vittoria  | 22-8   | Donald Sanchez                | Decisione (unanime)                  | Bellator III                                | 17 aprile 2009    | 3     | 5:00  | Norman, Stati Uniti           | Debutto in Bellator            |
| Vittoria  | 21-8   | Bruno Alves                   | Sottomissione (rear-naked choke)     | The Warriors                                | 29 marzo 2009     | 3     |       | Barra da Tijuca, Brasile      |                                |
| Vittoria  | 20-8   | Andre Luis Oliveira           | KO Tecnico (pugni)                   | Shooto: Brazil 10                           | 17 gennaio 2009   | 1     | 2:11  | Barra da Tijuca, Brasile      |                                |
| Vittoria  | 19-8   | Munil Adriano                 | KO Tecnico (pugni)                   | Real Fight 6                                | 8 novembre 2008   | 1     | 2:20  | São José dos Campos, Brasile  |                                |
| Vittoria  | 18-8   | Francisco Ramos               | Sottomissione (anaconda)             | Win Fight and Entertainment 1               | 28 settembre 2008 | 1     | 3:56  | Salvador, Brasile             |                                |
| Vittoria  | 17-8   | Cristiano Bananada            | Sottomissione (armbar)               | The Glory                                   | 5 luglio 2008     | 2     | 1:29  | Niterói, Brasile              |                                |
| Vittoria  | 16-8   | Erinaldo dos Santos Rodrigues | KO (pugni)                           | Jungle Fight 9: Warriors                    | 31 maggio 2008    | 1     |       | Rio de Janeiro, Brasile       |                                |
| Vittoria  | 15-8   | Marcos Maciel de Oliveira     | KO Tecnico                           | Rio FC 1                                    | 28 febbraio 2008  | 2     | 2:27  | Rio de Janeiro, Brasile       |                                |
| Sconfitta | 14-8   | Miguel Angel Duran            | Sottomissione (pugni)                | Shooto Brazil 3: The Evolution              | 7 luglio 2007     | 1     |       | Rio de Janeiro, Brasile       |                                |
| Sconfitta | 14-7   | Milton Vieira                 | Sottomissione (anaconda)             | Super Challenge 1                           | 7 ottobre 2006    | 2     |       | Barueri, Brasile              |                                |
| Vittoria  | 14-6   | Aritano Silva Barbosa         | Sottomissione (triangolo di braccio) | Gold FC 1                                   | 20 maggio 2006    | 1     |       | Rio de Janeiro, Brasile       |                                |
| Vittoria  | 13-6   | Jose Adriano                  | Sottomissione (heel hook)            | Guarafight 2                                | 7 gennaio 2006    | 1     | 1:08  | Guarapari, Brasile            |                                |
| Sconfitta | 12-6   | Vusal Bayramov                | Sottomissione (armbar)               | Conquista Fight 1                           | 20 dicembre 2003  | 1     | 3:19  | Vitória da Conquista, Brasile |                                |
| Vittoria  | 12-5   | Marcelo Cobra                 | Decisione (unanime)                  | K: NOCK                                     | 23 luglio 2003    | 3     | 5:00  | Rio de Janeiro, Brasile       |                                |
| Sconfitta | 11-5   | Takuya Kuwabara               | Decisione (unanime)                  | Shooto: R.E.A.D. 2                          | 17 marzo 2000     | 3     | 5:00  | Tokyo, Giappone               |                                |
| Sconfitta | 11-4   | Takanori Gomi                 | Sottomissione (rear-naked choke)     | Vale Tudo Japan 1999                        | 11 dicembre 1998  | 3     | 1:43  | Urayasu, Giappone             |                                |
| Sconfitta | 11-3   | Haroldo Bunn                  | Sottomissione (kneebar)              | IVC 13: The New Generation of Lightweights  | 26 agosto 1998    | 1     | 7:40  | San Paolo, Brasile            |                                |
| Sconfitta | 11-2   | Sergio Melo                   | Sottomissione (rear-naked choke)     | IVC 7: The New Champions                    | 23 agosto 1998    | 1     | 16:25 | San Paolo, Brasile            | Torneo IVC 7, Finale           |
| Vittoria  | 11-1   | Fabio Alves                   | Sottomissione (pugni)                | IVC 7: The New Champions                    | 23 agosto 1998    | 1     | 3:30  | San Paolo, Brasile            | Torneo IVC 7, Semifinale       |
| Vittoria  | 10-1   | Vanderci Garcia               | Sottomissione (pugni)                | IVC 7: The New Champions                    | 23 agosto 1998    | 1     | 2:07  | San Paolo, Brasile            | Torneo IVC 7, Quarti di finale |
| Vittoria  | 9-1    | Thiago Santana                | Decisione (unanime)                  | Campos de Jordao Freestyle                  | 6 giugno 1998     | 2     | 8:00  | Campos do Jordão, Brasile     |                                |
| Vittoria  | 8-1    | Rudi Desouza                  | Sottomissione (rear-naked choke)     | Campos de Jordao Freestyle                  | 6 giugno 1998     | 1     |       | Campos do Jordão, Brasile     |                                |
| Vittoria  | 7-1    | Wanderley Esmala              | Sottomissione (triangolo)            | Desafio: Freestyle de Campos                | 18 maggio 1998    | 1     | 15:49 | Rio de Janeiro, Brasile       |                                |
| Vittoria  | 6-1    | Arivaldo Souza                | KO Tecnico (pugni)                   | Guaratingueta Freestyle 1                   | 30 agosto 1997    | 2     |       | Guaratinguetá, Brasile        |                                |
| Vittoria  | 5-1    | Guilherme Santos              | Sottomissione (rear-naked choke)     | Guaratingueta Freestyle 1                   | 30 agosto 1997    | 1     |       | Guaratinguetá, Brasile        |                                |
| Vittoria  | 4-1    | Marcos Rodrigues              | Decisione (unanime)                  | Guaratingueta Freestyle 1                   | 30 agosto 1997    | 2     | 8:00  | Guaratinguetá, Brasile        |                                |
| Vittoria  | 3-1    | Douglas Nascimento            | Sottomissione (ankle lock)           | Itajuba Freestyle Open                      | 5 aprile 1997     | 3     |       | Itajubá, Brasile              |                                |
| Vittoria  | 2-1    | Claudionor Cardoso da Silva   | Decisione (unanime)                  | Itajuba Freestyle Open                      | 5 aprile 1997     | 2     | 8:00  | Itajubá, Brasile              |                                |
| Vittoria  | 1-1    | Paulo Arum                    | Sottomissione (heel hook)            | Itajuba Freestyle Open                      | 5 aprile 1997     | 1     |       | Itajubá, Brasile              |                                |
| Sconfitta | 0-1    | Wander Braga                  | Sottomissione (rear-naked choke)     | BVF 6: Campeonato Brasileiro de Vale Tudo 1 | 1 novembre 1996   | 1     | 4:33  | Belo Horizonte, Brasile       |                                |